# Art cycladique

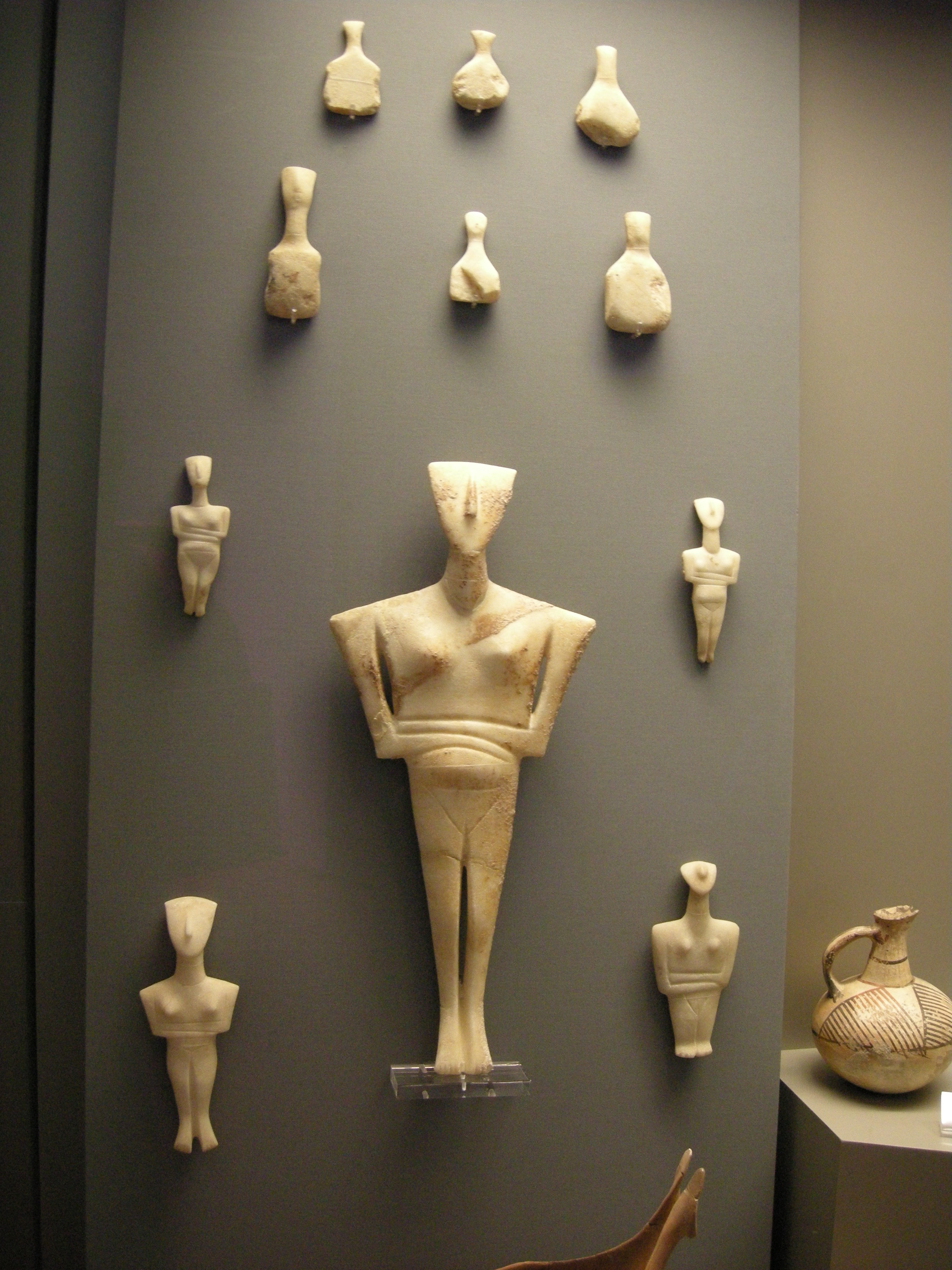
Sculptures cycladiques, musée national archéologique d'Athènes

L'art cycladique est une forme d'art rattachée à la civilisation des Cyclades florissante entre approximativement 3300 et 2000 av. J.-C. dans les îles des Cyclades. Avec les civilisations minoenne et mycénienne, le peuple cycladique fait partie des trois cultures majeures de la civilisation dite égéenne. L'art cycladique représente donc l'une des trois branches principales de l'art égéen.
Cette forme d'art se caractérise principalement par des idoles de marbre portées en offrande aux morts. Une majorité de ces sculptures représentent des femmes nues, les bras croisés sur le ventre. Certaines de ces idoles de marbre ont été retrouvées dans l'ouest de la péninsule ibérique et jusqu'aux bouches du Danube. 

## Au néolithique

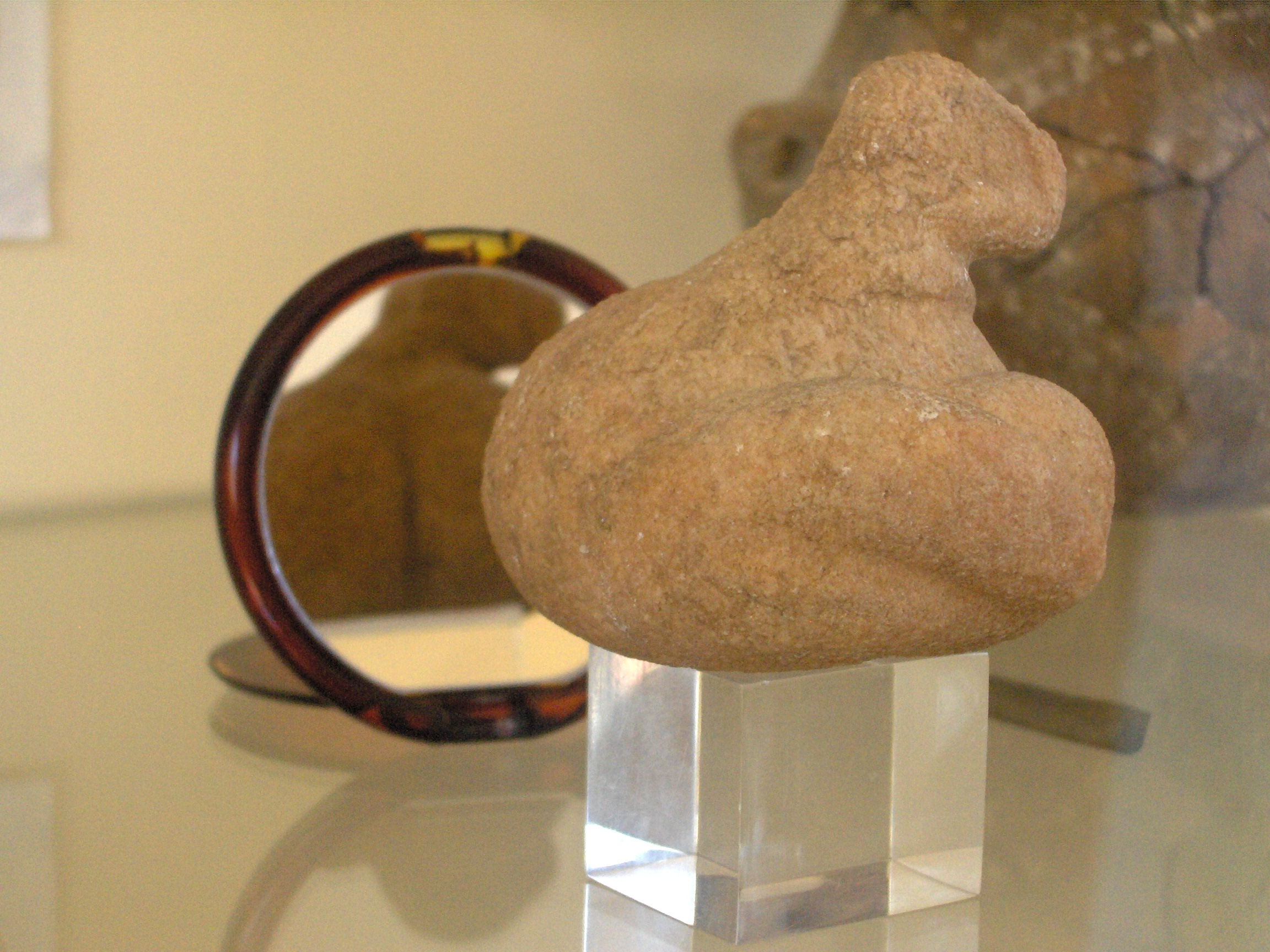
Vénus stéatopyge dite « la grosse dame de Saliagos », Paros, Cyclades,

Presque toutes les informations concernant la période de l'art des Cyclades au Néolithique proviennent des fouilles des sites de Saliagos et d'Antiparos. Les poteries de cette époque sont similaires à celle de la Crète et de la Grèce continentale. Sinclair Hood écrit : « Une forme distinctive est celle d'un bol sur un haut pied comparable à un type qui apparaît sur le continent au Néolithique tardif. »

## Art cycladique premier

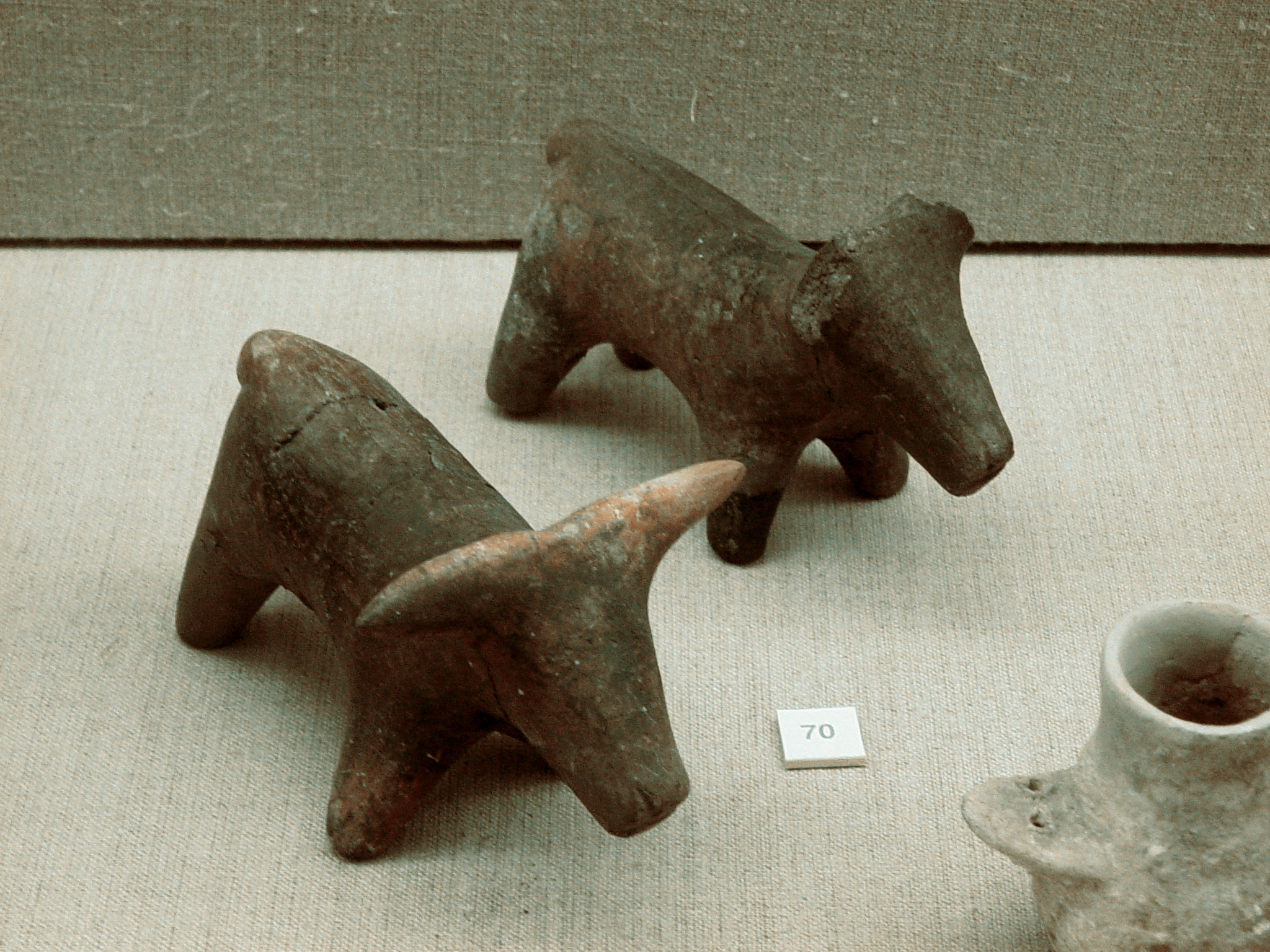
Premières figurines en terre cuite (2200–2000 av. J.-C.)

Bien que l'on ne puisse pas du tout limiter cet art une de ces périodes strictement, l'art cycladique premier est divisé en trois périodes : Cycladique ancien I (2800-2500 av. J.-C.), Cycladique ancien II (2500-2200 av. J.-C.) et Cycladique ancien III (2200-2000 av. J.-C.). De même, les représentations peuvent appartenir à plusieurs des îles cycladiques. L'art de la période I est le mieux représenté dans les îles Paros, Antiparos ou Amorgós, la période II dans l'île de Syros et la période III à Milos.

## Sculptures cycladiques
Les formes les plus connues de cette période sont des objets de marbre généralement nommés « idoles » ou « figurines », bien qu'aucune des deux appellations ne soit tout à fait juste. Le premier terme suggère une fonction religieuse laquelle n'est pas du tout accordée par l'ensemble des experts et le second ne peut pas s'appliquer aux larges figures qui sont presque de grandeur nature. Ces figurines de marbre que l'on retrouve dispersées autour de la mer Égée suggèrent qu'elles étaient populaires parmi les peuples de la Crète et de la Grèce continentale. Les plus célèbres de ces figurines sont peut-être celles de musiciens : un joueur de harpe et un autre joueur de pipeau. Datés approximativement vers 2500 av. J.-C., ces musiciens sont parfois considérés comme « les plus anciennes représentations existantes de musiciens de la civilisation égéenne. »

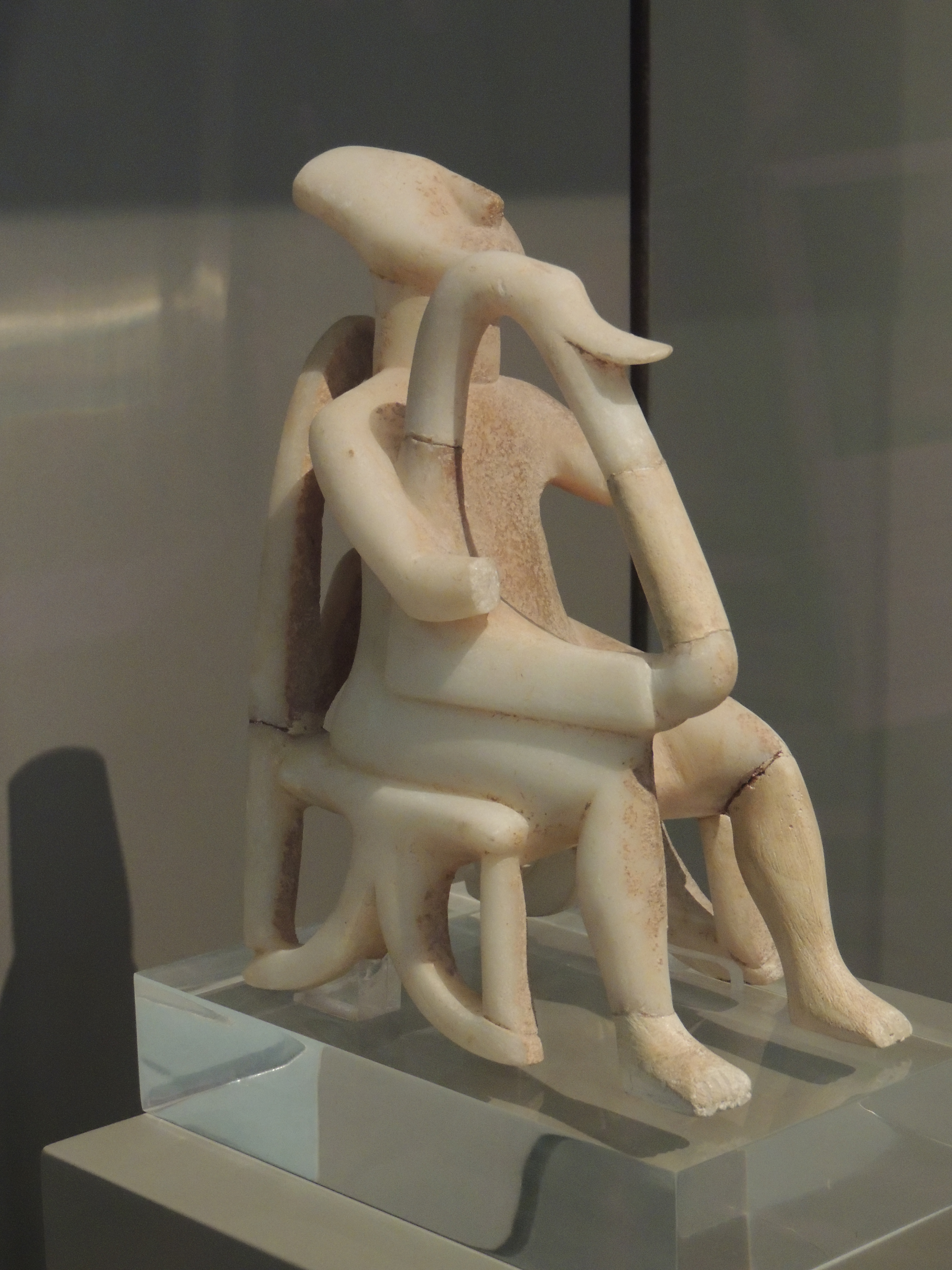
Joueur de Harpe (2500-2200 av. J.-C.)

La majorité de ces idoles, cependant, sont des représentations hautement stylisées de formes humaines féminines, ayant typiquement une forme plane, qualité géométrique qui présente une ressemblance saisissante avec l'art moderne de notre époque. Pourtant il se pourrait que cela soit une mauvaise compréhension dans la mesure où les idoles étaient, à l'origine, peintes de couleurs vives. Une majorité de ces figurines sont de genre féminin, représentent un nu, et ont les bras croisés sur le ventre. La plupart des auteurs qui ont considéré ces artefacts d'un point de vue archéologique ou psychologique ont assuré qu'il s'agissait de représentation d'une déesse mère dans la tradition de celles du Paléolithique, par exemple la Vénus de Willendorf. Bien que quelques archéologues appuient cette thèse, cette interprétation n'est généralement pas celle de la plupart des archéologues parmi lesquels aucun consensus ne s'impose. Ils interprètent ces figurines tantôt comme des idoles des dieux, des images de la mort, des poupées pour enfants ou encore comme ayant d'autres significations. Une spécialiste suppose qu'elles « seraient plus que des poupées et probablement moins que de sacrosaintes idoles. »

Les hypothèses selon lesquelles ces représentations sont, au sens strict, des idoles c'est-à-dire des objets de culte à usage rituel, ne sont confirmées par aucune preuve archéologique. Ce que suggèrent les données archéologiques est que ces représentations ont été utilisées régulièrement dans des pratiques funéraires : les statuettes ont toujours été retrouvées dans des tombes. Certaines d'entre elles montrent des signes évidents de réparation, ce qui implique qu'elles avaient une valeur pour le défunt pendant sa vie et qu'elles n'étaient pas spécifiquement fabriquées pour l'enterrement. En outre, de plus larges statuettes sont parfois brisées et seule une partie est enterrée. Ce phénomène n'a pas reçu d'explication. Les figurines ont été enterrées également avec des femmes ou avec des hommes. Ces figurines ne se trouvent pas dans toutes les tombes.

## Poteries
L'argile locale se révèle difficile à travailler pour les artistes, aussi la poterie, les plats et les vases de cette période sont rarement au-dessus de médiocre. D'une certaine importance sont les poêles à frire qui apparaissent sur l'île de Syros pendant la période EC II. La plupart des universitaires croient que ces « poêles à frire » n'étaient pas utilisées pour cuisiner mais peut-être pour servir de charmes de fertilité ou de miroirs.

## Galerie

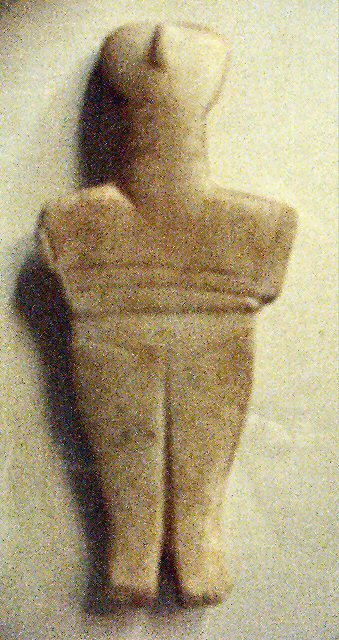
Une idole
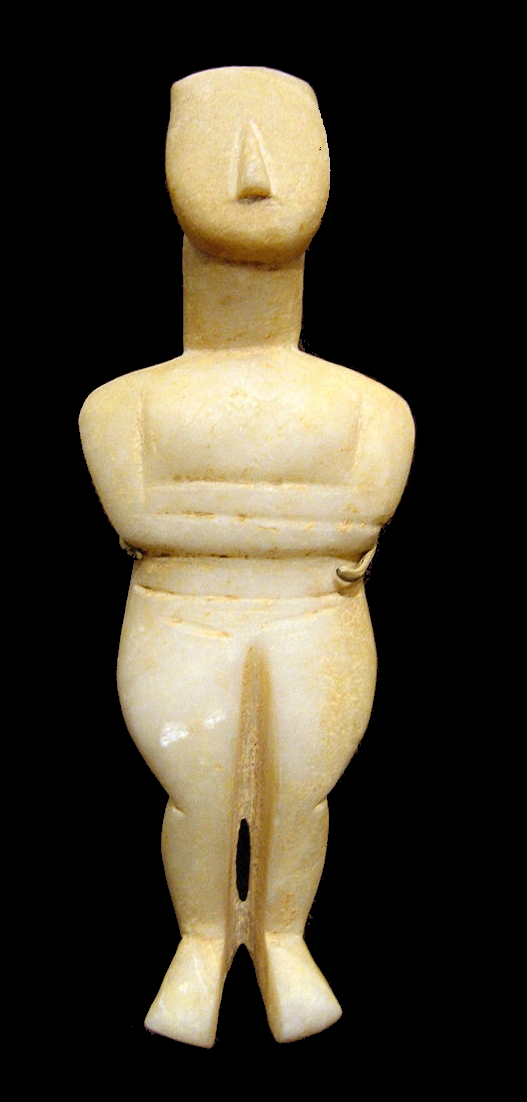
Figurine féminine
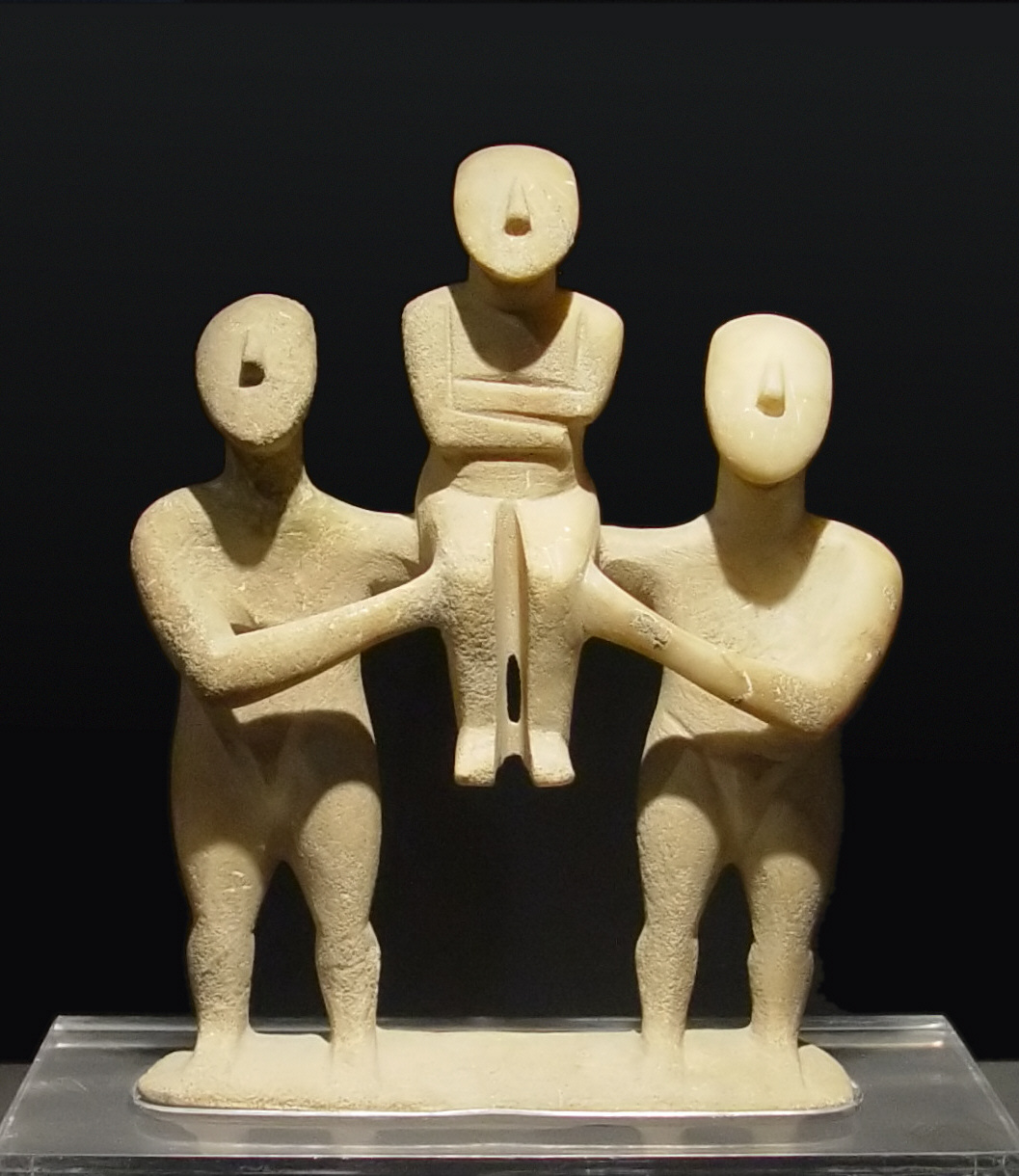
Trois figurines
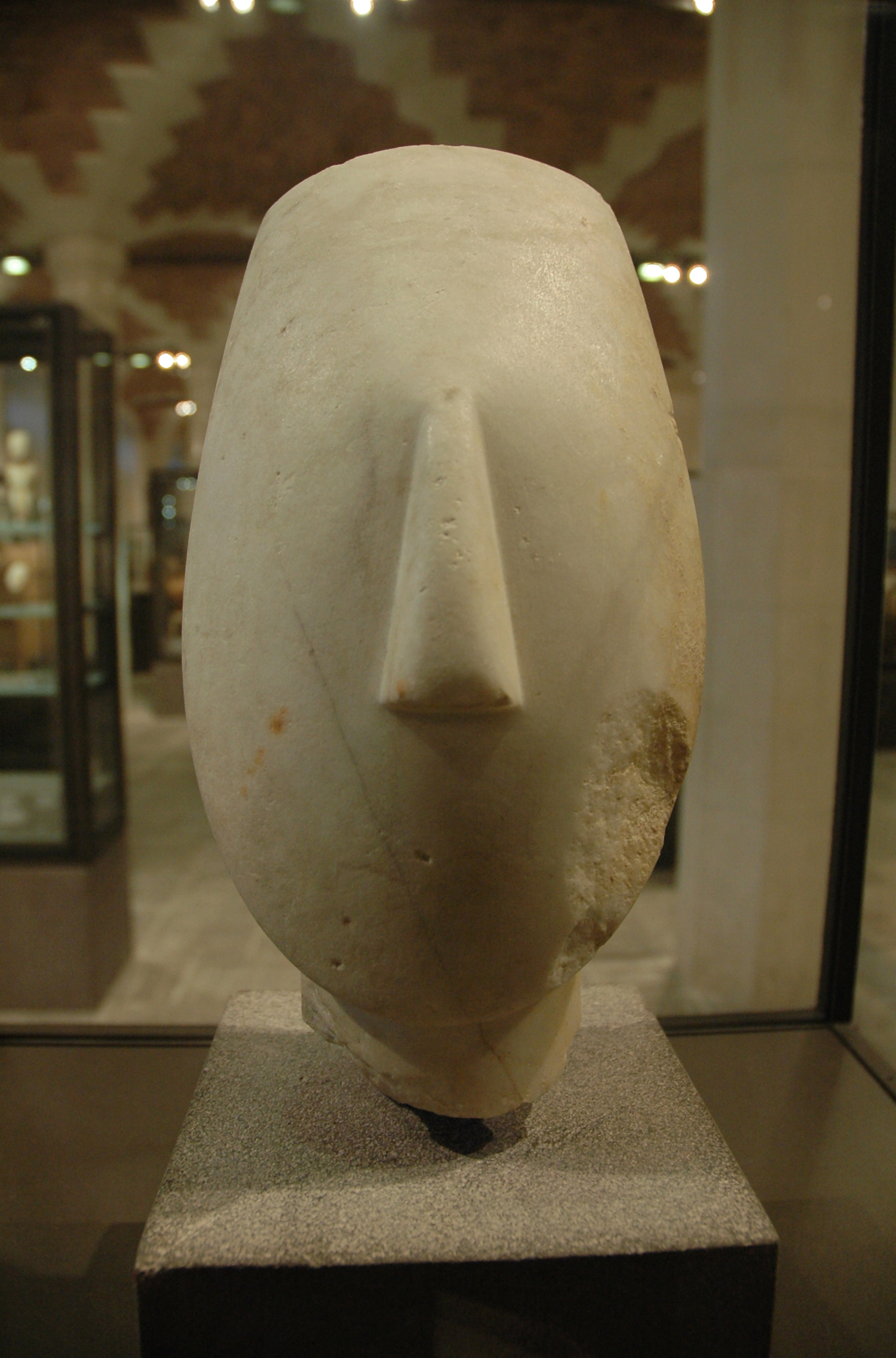
Tête de figurine cycladique
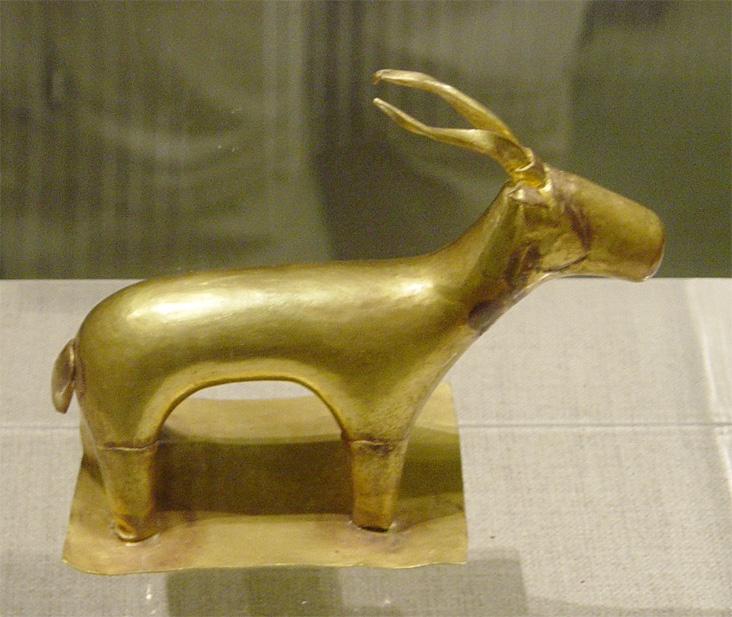
Figurine d'ibex en or
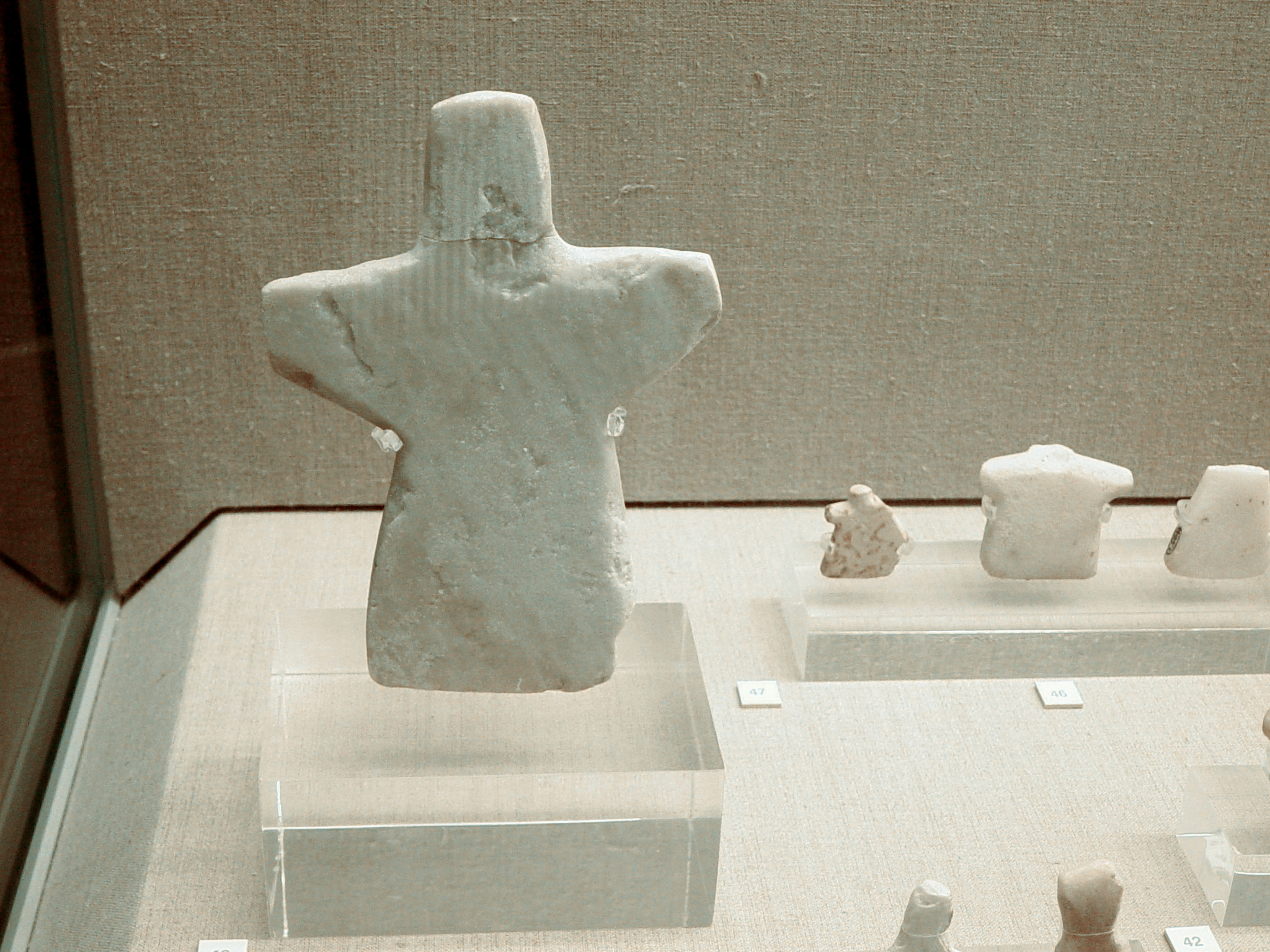
Statuette trouvée à Akrotiri
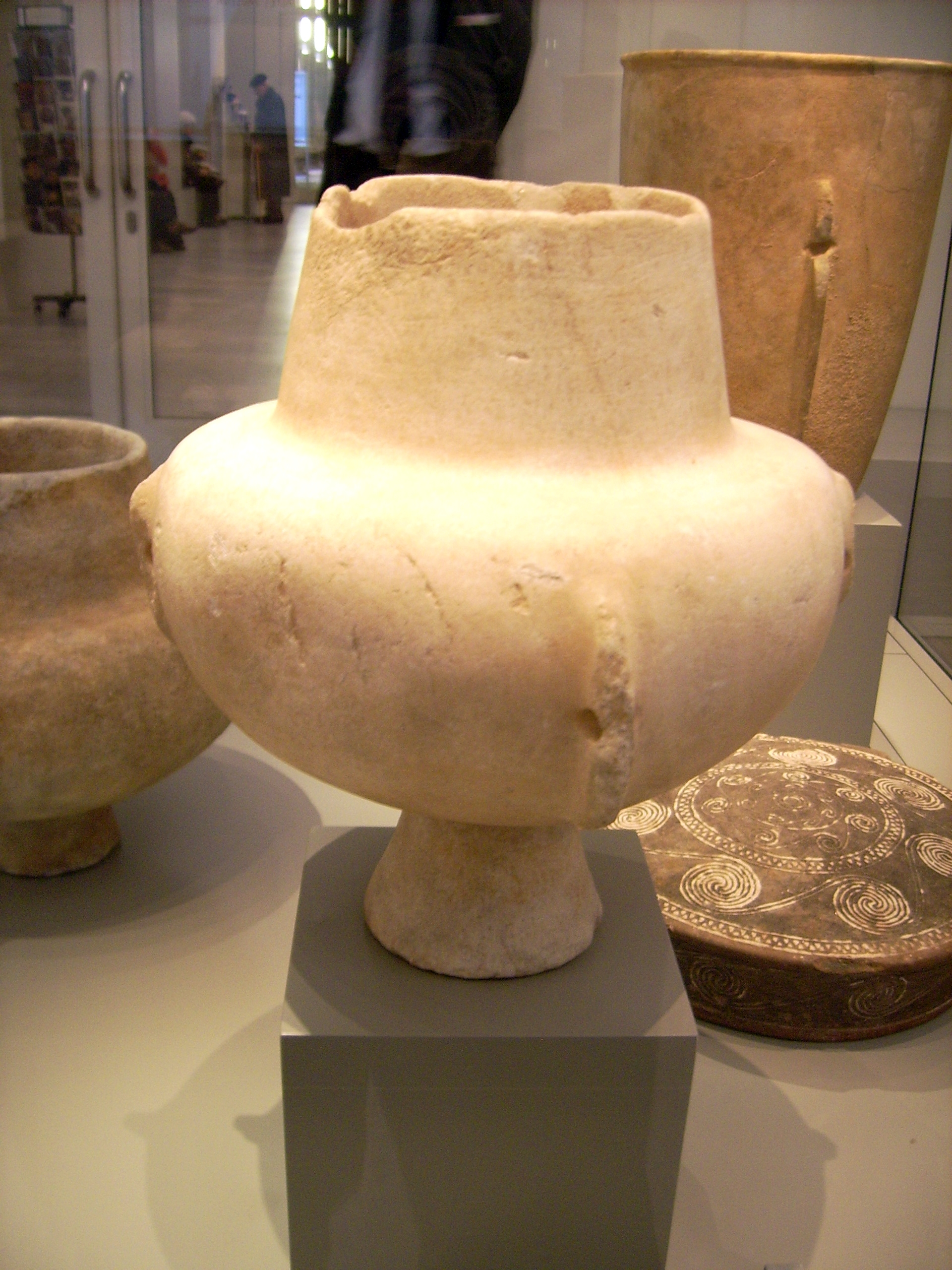
Cratère cycladique en marbre
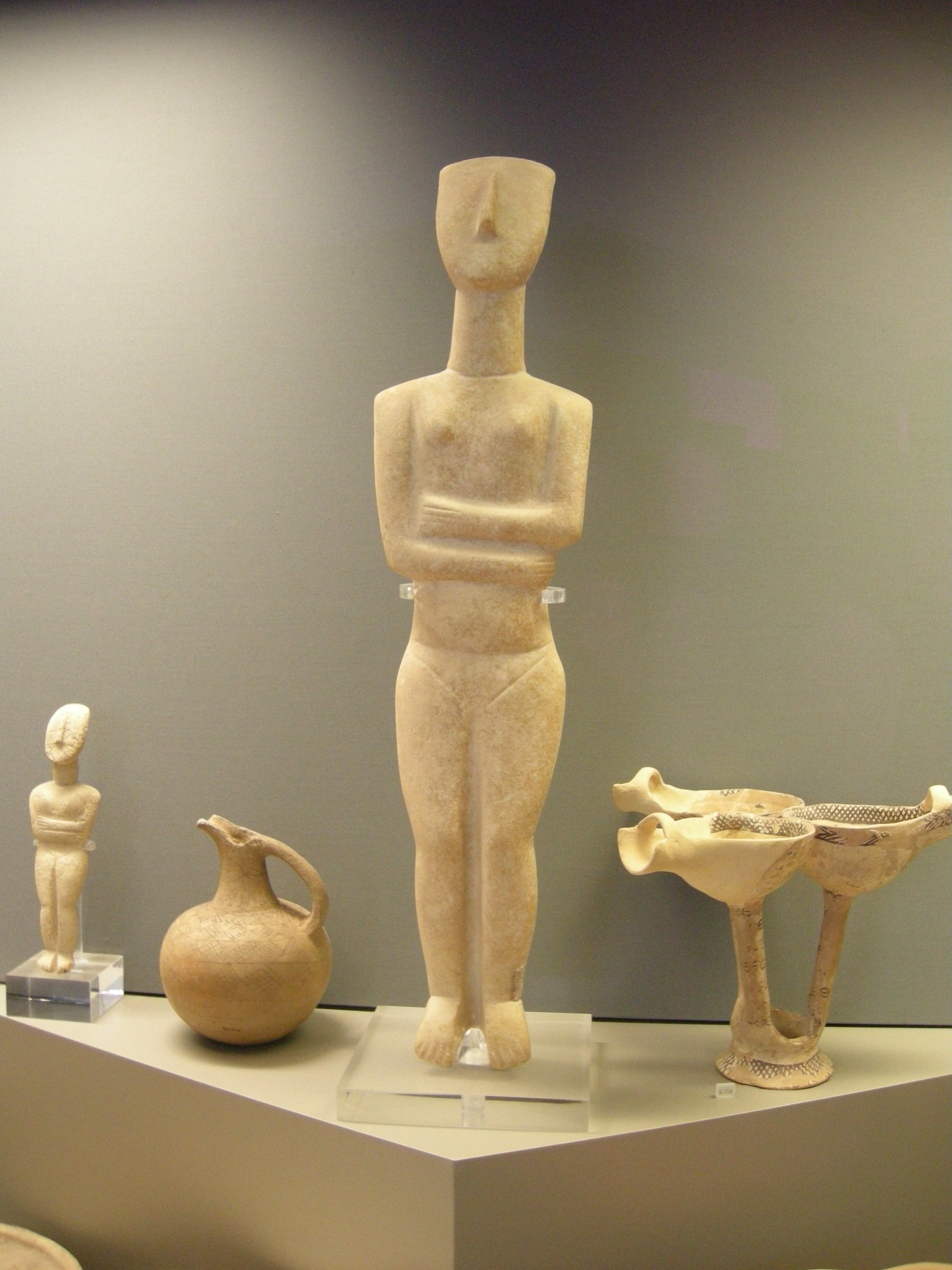
Idole cycladique, musée national d'archéologie d'Athènes
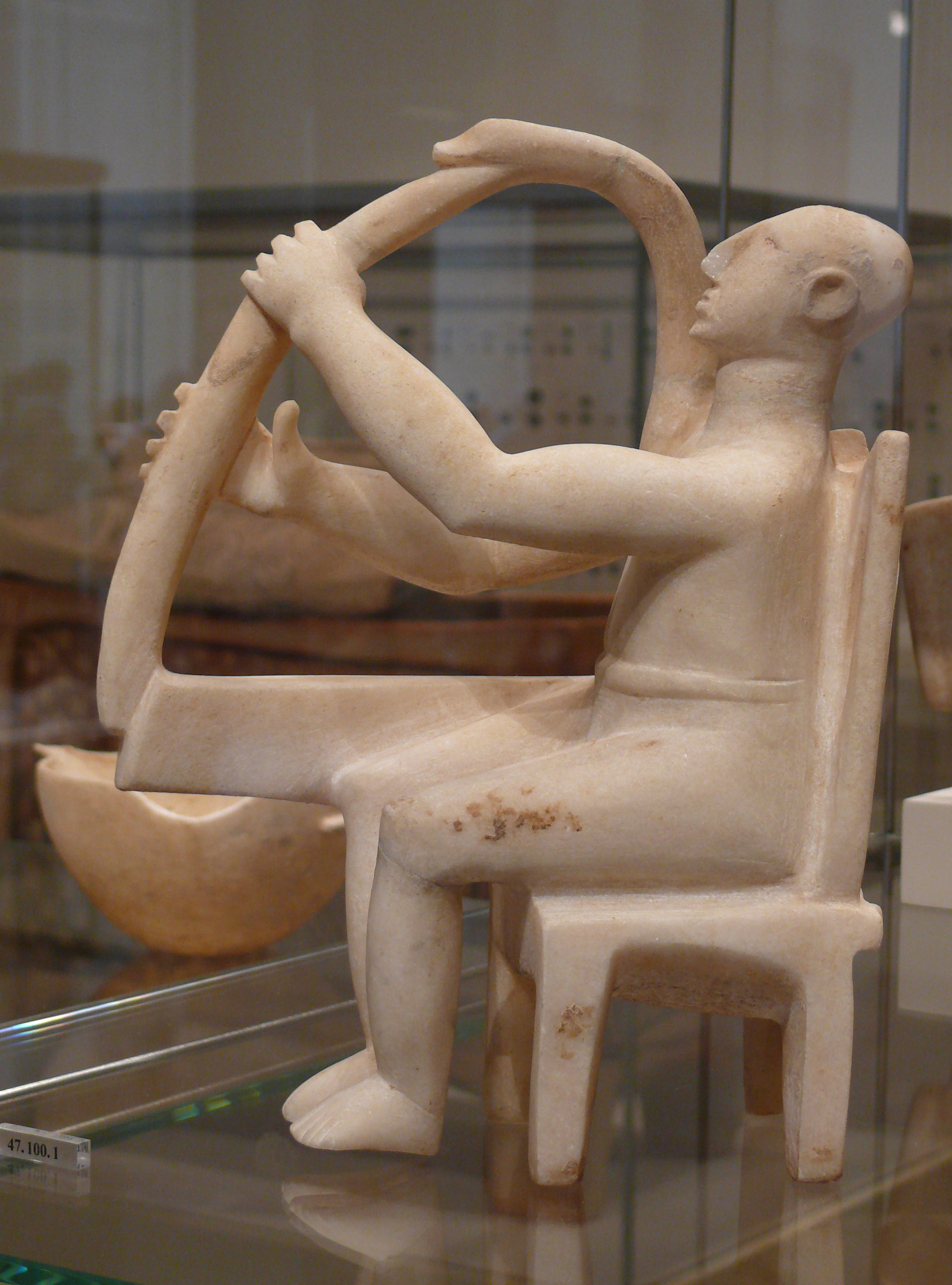
Joueur de Harpe
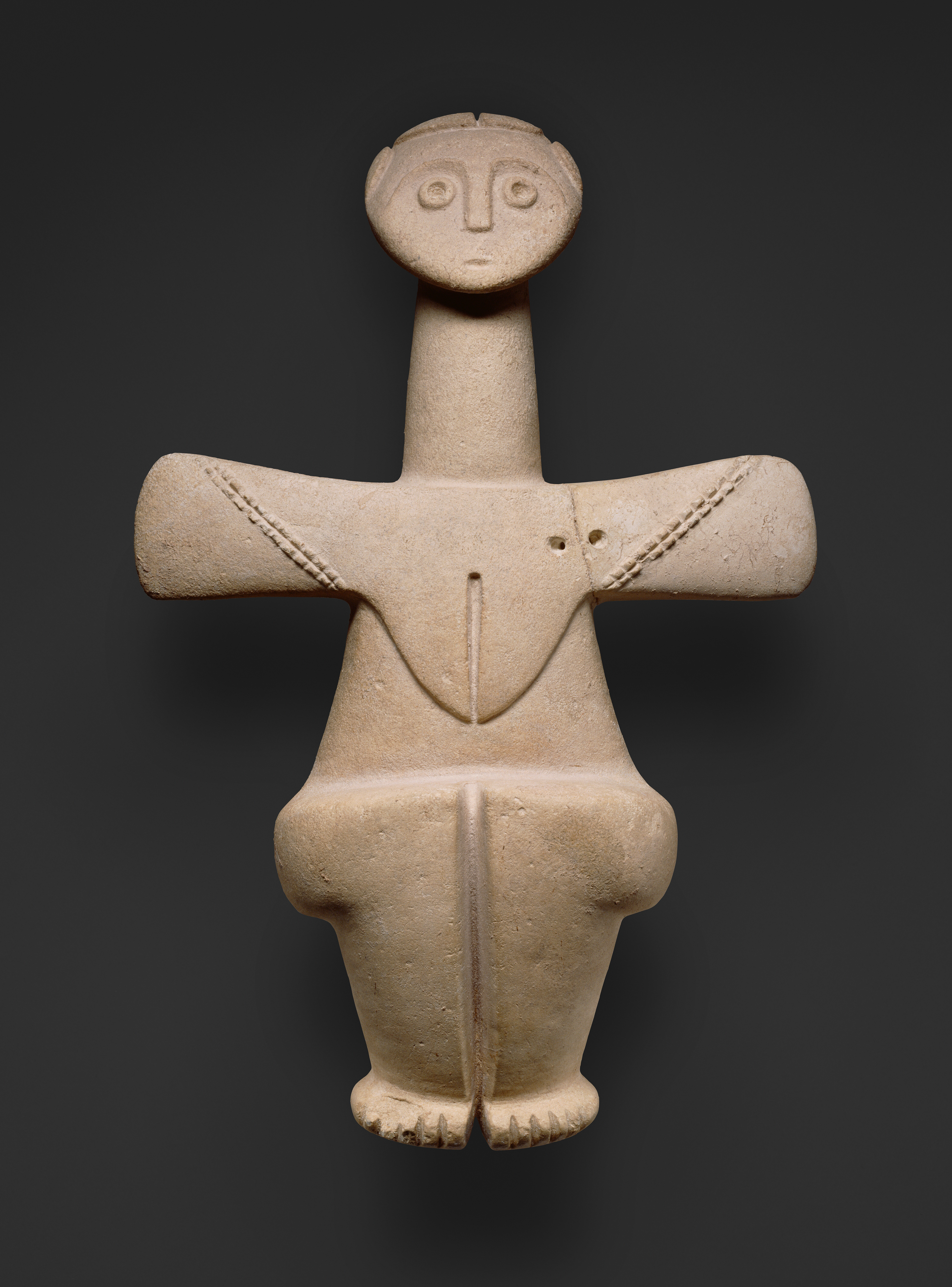
Déesse de la fertilité (3000-2500 av. J.-C.)
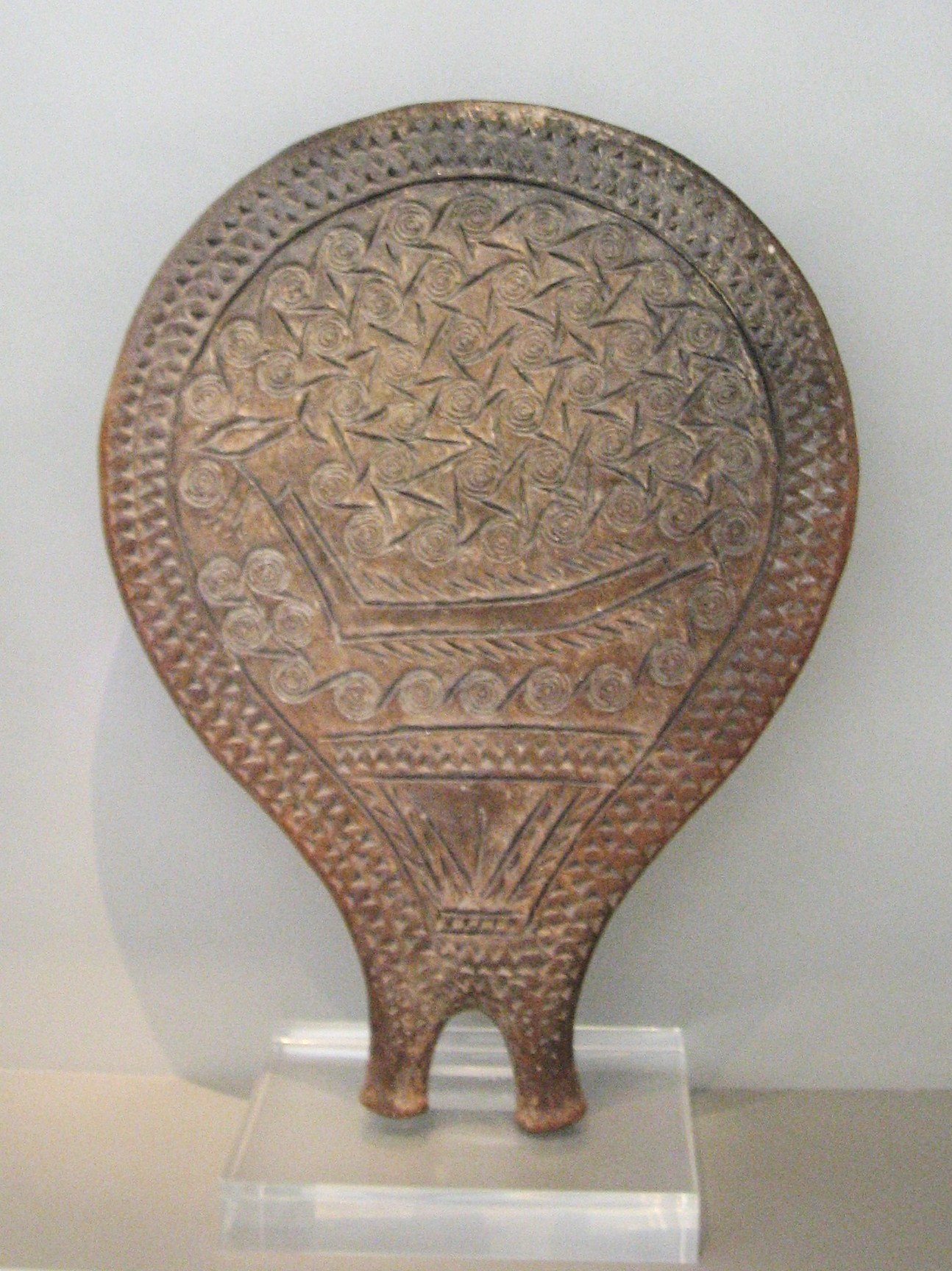
« Poêle à frire » trouvée à Chalandrianí sur l'île de Syros (2800-2300 av. J.-C.)
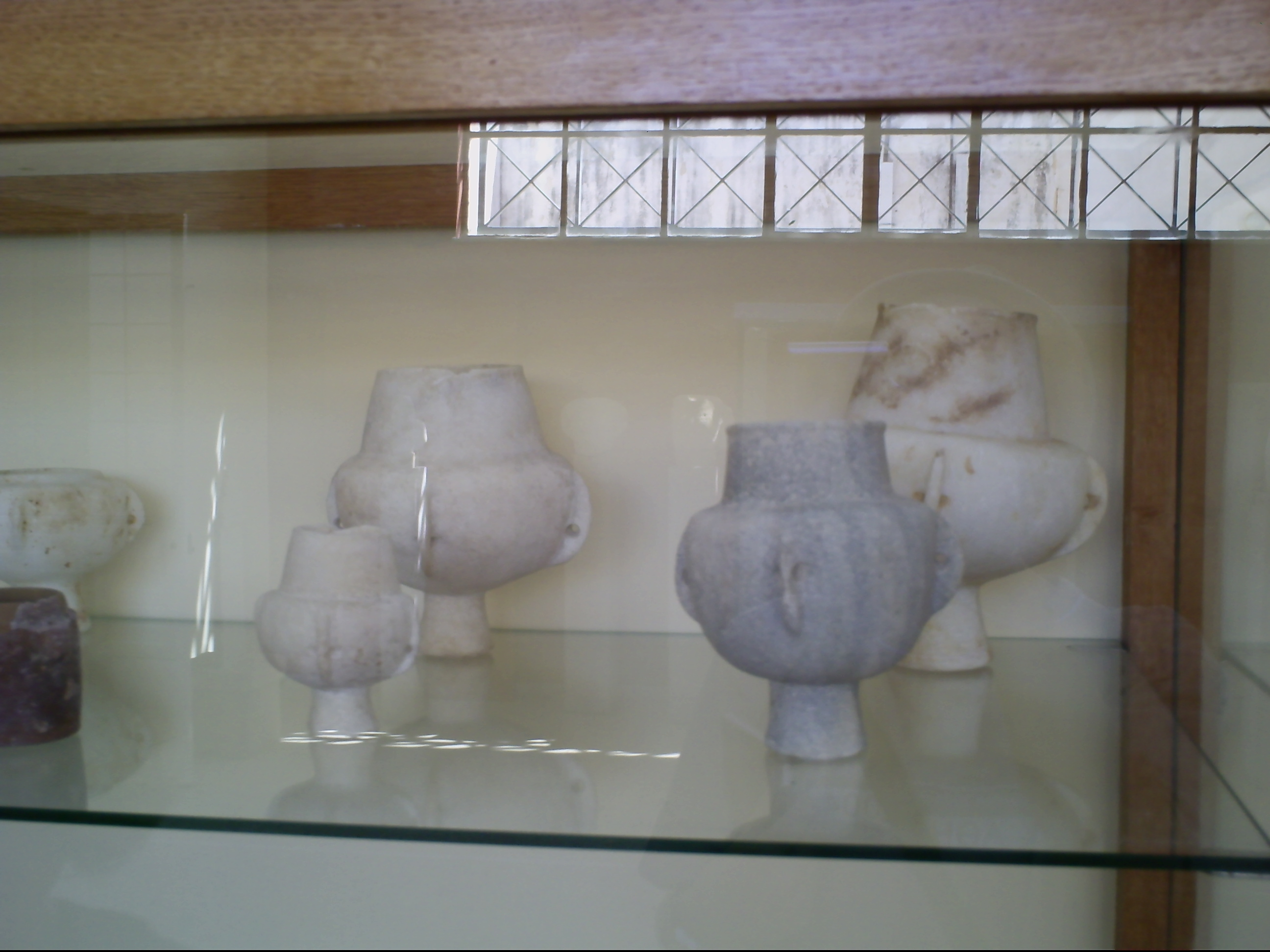
Cratères cycladiques, première moitié du IIIe millénaire av. J.-C. Marbre de Paros